# 2013 în informatică
- 2012 în informatică — 2013 în informatică — 2014 în informatică

2013 în informatică a însemnat o serie de evenimente noi notabile:

## Evenimente
- Belkin International, Inc achiziționează Linksys de la Cisco Systems;
- Intel a lansat procesoarele Haswell;
- IBM a lansat procesoarele POWER8.